# Vilém z Warenne
Vilém z Warenne (9. únor 1256 – 15. prosinec 1286) byl jediným synem Jana z Warenne a jeho manželky Alice z Lusignanu.

## Život
Vilém se oženil s Johanou, dcerou Roberta de Vere, 5. hraběte z Oxfordu. Měli spolu dvě děti:
- Jan de Warenne
- Alice z Warenne

Vilém byl v roce 1286 zabit v turnaji v Croydonu. jeho otec ho přežil. Bylo naznačeno, že se jednalo o vraždu, kterou naplánovali Vilémovi nepřátelé. 5. hrabětem se po smrti Vilémova otce Jana stal Vilémův jediný syn Jan. Ten zemřel bez legitimních potomků a titul po něm zdědil Richard FitzAlan, nejstarší syn Edmunda FitzAlana a Janovy sestry Alice.